# 서울묘곡초등학교
서울묘곡초등학교는 대한민국 서울특별시 강동구 고덕동에 있는 공립 초등학교이다.

## 학교 연혁
- 1985년 10월 23일 서울묘곡국민학교 개교(설립인가 7월 10일)
- 1995년 2월 11일 급식실 신축
- 1996년 3월 1일 현재 교명으로 개칭
- 2006년 6월 28일 멀티미디어실 개관
- 2006년 9월 27일 보육교실 개설, 도서관 리모델링(2개 교실로 확장)
- 2010년 10월 21일 꿈마루(체육관) 개관
- 2017년 2월 28일 본관 화장실 리모델링 공사
- 2018년 10월 24일 학교 증축공사(시청각실 외 12실)
- 2019년 8월 23일 도서실 리모델링 공사
- 2019년 8월 26일 통학로 및 주차장 정비 공사
- 2019년 8월 31일 냉난방기 교체 공사
- 2019년 9월 2일 지혜마루 리모델링 및 행복학교 공용공간 공사
- 2019년 10월 23일 wee클래스 설치
- 2020년 2월 12일 제34회 졸업식(270명)
- 2021년 3월13일 wee클래스 선생님 교채

## 학교 상징
- 우리 학교 꽃 - 철쭉 : 철쭉은 건강한 몸과 마음을 나타낸다. 어디서나 잘 자라는 철쭉은 어려움을 이겨내는 강한 의지를, 예쁜 꽃은 묘곡어린이들이 꿈이 활짝 피어나기를 바라는 소망을 담고 있다.
- 우리 학교 나무 - 느티나무 : 느티나무는 큰 인재를 상징하며 즐기는 강인한 의지를, 고루 퍼진 가지는 조화된 질서를, 단정한 잎들은 묘곡어린이들의 무궁한 번영을 기원하는 마음을 담고 있다.
- 학교 캐릭터 - 묘린, 묘량 : 묘곡어린이들의 준말인 묘린은 묘곡의 여자 어린이를, 묘량은 묘곡의 사내 즉 묘곡 남자어린이를 상징한다. 묘린·묘량은 학교의 교훈인 지혜롭고 성실하며 튼튼하게 자라는 묘곡어린이를 상징하는 캐릭터이다.

## 참고 자료
- 서울묘곡초등학교 - 한국교육학술정보원 학교알리미